# Lissimas moestus
Lissimas moestus är en tvåvingeart som beskrevs av Szilady 1926. Lissimas moestus ingår i släktet Lissimas och familjen bromsar. Inga underarter finns listade i Catalogue of Life.